# Isole Pelagie
Le isole Pelagie (ìsuli Pilaggî in siciliano) sono un arcipelago dell'Italia, in Sicilia, il più meridionale d'Italia.
Chiamate in antichità Pelagies (dal greco antico πέλαγος pèlagos, ossia "mare aperto"), costituiscono amministrativamente il comune di Lampedusa e Linosa (nel libero consorzio comunale di Agrigento), istituito nel 1878, che comprende cinque tra isole, isolotti e scogli e cioè Lampedusa, Linosa, Lampione, isola dei Conigli e lo scoglio del Sacramento, di cui solo Lampedusa e Linosa sono abitate.

## Geografia
Situate nel mezzo del mar Mediterraneo, tra le coste tunisine e siciliane, rappresentano il territorio più a sud della Repubblica Italiana, ma geograficamente e geologicamente due di queste (Lampedusa e Lampione) appartengono al continente africano. Insieme per esempio alle Canarie, alle Azzorre o all'Indonesia rappresentano un raro caso di arcipelago transcontinentale.
L'isola più grande è Lampedusa (con adiacente la piccola isola dei Conigli) con circa 20 km² di superficie ed è anche la più popolosa delle tre (5 000 abitanti). La seconda isola per estensione è Linosa, mentre la più piccola è la disabitata Lampione. In tutto contano circa 6 500 abitanti. La vegetazione è ovunque brulla e le coste particolarmente alte e frastagliate. L'altitudine massima dell'arcipelago si trova a Linosa (isola di origine vulcanica) e più precisamente nel monte Vulcano (195 m s.l.m.). All'inizio del ventunesimo secolo rappresentavano, insieme alla Calabria ionica, l'unico sito, in Italia, di regolare riproduzione delle tartarughe marine Caretta caretta.